# 5902 Talima
5902 Talima eller 1987 QY10 är en asteroid i huvudbältet som upptäcktes den 27 augusti 1987 av den rysk-sovjetiska astronomen Ljudmila Karatjkina vid Krims astrofysiska observatorium på Krim. Den är uppkallad efter Tatjana Damir, hustru till den ryske fysikern Sergej Kapitsa och dotter till läkaren Alim Damir.
Asteroiden har en diameter på ungefär 13 kilometer och tillhör asteroidgruppen Eos.